# The Kills
The Kills ist eine britisch-amerikanische Rockband, bestehend aus der amerikanischen Sängerin (zeitweise auch Gitarristin oder Bassistin) Alison Mosshart alias VV und dem Londoner Gitarristen und Sänger Jamie Hince alias Hotel.

## Geschichte
Das Duo begann im Jahr 2000 zusammenzuarbeiten, 2002 veröffentlichten sie ihre Debüt-EP Black Rooster. Die schwer einzuordnende, karge Mischung aus Blues, Punk und Independent, die von der Mischung aus Drummaschinenrhythmus, Gitarrenriffs und der minimalistischen Produktion lebt, fand weltweit Anklang unter Kritikern. 2003 brachten sie auf dem britischen Label Rough Trade Records ihr Debütalbum Keep on Your Mean Side heraus, 2005 folgte das Album No Wow, über das Songwriter Jamie Hince sagt: „Bei Keep On Your Mean Side haben wir versucht, alles Fett wegzulassen, nur Haut und Knochen. Beim neuen Album haben wir auf die auch noch verzichtet.“
Ihr Stück No Wow wurde neben anderen für den Soundtrack des Films Knallhart von Detlev Buck verwendet.

## Diskografie

### Alben
| Jahr | Titel                  | Höchstplatzierung, Gesamtwochen, AuszeichnungChartplatzierungen (Jahr, Titel, Platzierungen, Wochen, Auszeichnungen, Anmerkungen) | Höchstplatzierung, Gesamtwochen, AuszeichnungChartplatzierungen (Jahr, Titel, Platzierungen, Wochen, Auszeichnungen, Anmerkungen) | Höchstplatzierung, Gesamtwochen, AuszeichnungChartplatzierungen (Jahr, Titel, Platzierungen, Wochen, Auszeichnungen, Anmerkungen) | Höchstplatzierung, Gesamtwochen, AuszeichnungChartplatzierungen (Jahr, Titel, Platzierungen, Wochen, Auszeichnungen, Anmerkungen) | Höchstplatzierung, Gesamtwochen, AuszeichnungChartplatzierungen (Jahr, Titel, Platzierungen, Wochen, Auszeichnungen, Anmerkungen) | Anmerkungen                            |
| Jahr | Titel                  | DE | AT | CH | UK | US | Anmerkungen                            |
| ---- | ---------------------- | --- | --- | --- | --- | --- | -------------------------------------- |
| 2003 | Keep on Your Mean Side | — | — | — | UK47 (2 Wo.)UK | — |                                        |
| 2005 | No Wow                 | — | — | — | UK56 (1 Wo.)UK | — | Erstveröffentlichung: 21. Februar 2005 |
| 2008 | Midnight Boom          | — | AT56 (6 Wo.)AT | CH66 (4 Wo.)CH | UK47 (2 Wo.)UK | US133 (1 Wo.)US | Erstveröffentlichung: 7. März 2008     |
| 2011 | Blood Pressures        | DE33 (2 Wo.)DE | AT31 (2 Wo.)AT | CH16 (5 Wo.)CH | UK40 (1 Wo.)UK | US37 (4 Wo.)US | Erstveröffentlichung: 1. April 2011    |
| 2016 | Ash & Ice              | DE25 (2 Wo.)DE | AT15 (3 Wo.)AT | CH14 (5 Wo.)CH | UK18 (1 Wo.)UK | US45 (1 Wo.)US | Erstveröffentlichung: 3. Juni 2016     |
| 2023 | God Games              | DE31 (1 Wo.)DE | AT39 (1 Wo.)AT | CH70 (1 Wo.)CH | UK66 (1 Wo.)UK | — | Erstveröffentlichung: 27. Oktober 2023 |

Weiteres Album
- Little Bastards (2020)

### Lieder
| Jahr | Titel Album                                   | Höchstplatzierung, Gesamtwochen, AuszeichnungChartsChartplatzierungen (Jahr, Titel, Album, Platzierungen, Wochen, Auszeichnungen, Anmerkungen) | Anmerkungen                            |
| Jahr | Titel Album                                   | UK | Anmerkungen                            |
| ---- | --------------------------------------------- | --- | -------------------------------------- |
| 2003 | Fried My Little Brains Keep on Your Mean Side | UK55 (2 Wo.)UK | Erstveröffentlichung: 14. April 2003   |
| 2003 | Pull a U Keep on Your Mean Side               | UK80 (1 Wo.)UK | Erstveröffentlichung: 20. Oktober 2003 |
| 2005 | The Good Ones No Wow                          | UK23 (2 Wo.)UK | Erstveröffentlichung: 7. Februar 2005  |
| 2005 | Love Is a Deserter No Wow                     | UK44 (2 Wo.)UK | Erstveröffentlichung: 30. Mai 2005     |
| 2005 | No Wow                                        | UK53 (1 Wo.)UK | Erstveröffentlichung: 31. Oktober 2005 |

Weitere Singles
- Fuck the People (Domino, 2003)
- U. R. A Fever (Domino, 2008)
- Cheap and Cheerful (Domino, 2008)
- Last Day of Magic (Domino, 2008)
- Black Balloon (Domino, 2009)
- Satellite (Domino, 2011)
- Future Starts Slow (Domino, 2011)

### Sonstige
- Restaurant Blouse (auf If the Twenty-First Century Did Not Exist It Would Be Necessary to Invent It compilation, 5 Rue Christine 2002)
- I Call It Art (auf Monsieur Gainsbourg Revisited -tribute album-, Barclay 2005)
- Meds (Placebo featuring Alisson Mosshart, auf Meds, 2006)
- Rodeo Town (Jesse Malin auf „On Your Sleeve“, 2008)
- I’m Set Free (geschrieben von Lou Reed, gesungen von The Kills, aus dem Film Free Jimmy, 2006)
- Monkey 23 – Abschlusslied im Film „Der wilde Schlag meines Herzens“
- Sour Cherry – Lied im Film „House Bunny“
- U.R.A. Fever – Lied im Film „Welcome to the Rileys“ sowie in „The Losers“
- Future Starts Slow – Lied am Ende der Serienfolge S02E16 „Relevance“ der TV-Serie „Person of Interest“
- No Wow – Lied am Anfang der Serienfolge S05E01 „BSOD“ der TV-Serie „Person of Interest“
- Future Starts Slow -  Altered Carbon S01E10(2018)